# Appiános
Appiános z Alexandrie byl řecký dějepisec, narozený na sklonku 1. století našeho letopočtu.
Narodil se v Alexandrii zřejmě ve význačné rodině. V Egyptě zastával významné úřednické posty. Do Říma, k němuž velmi přilnul, přišel Appiános za císaře Hadriana asi okolo roku 120. Zde působil jako advokát, později pak byl prokurátorem Egypta. Napsal rozsáhlé Římské dějiny (řecky Rhómaika, latinsky Historia Romana), které obsáhly období od legendy o Aeneovi až po vládu císaře Traiana (98–117 n. l.). Římské dějiny, které dokončil kolem roku 160, se původně skládaly ze 24 knih, dochovala se jich však jenom část. Velmi důležité jsou především svazky týkající se občanských válek v 1. století př. n. l. Podstatná část Appiánova díla byla publikována česky v knihách Zrod římského impéria a Krize římské republiky.